# Gran Premio Nobili Rubinetterie 1997
Il Gran Premio Nobili Rubinetterie 1997, prima storica edizione della corsa, si svolse il 31 agosto 1997 su un percorso di 35,6 km disputati a cronometro; la corsa fu valida anche come campionato nazionale italiano a cronometro (terza edizione). La vittoria fu appannaggio di Dario Andriotto, che completò il percorso in 41'10", precedendo Carlo Finco e Cristian Salvato.

## Ordine d'arrivo (Top 10)
| Pos. | Corridore        | Squadra                 | Tempo    |
| ---- | ---------------- | ----------------------- | -------- |
| 1    | Dario Andriotto  | Amore & Vita-Forzarcore | 41'10"   |
| 2    | Carlo Finco      | MG Maglificio-Technogym | a 55"    |
| 3    | Cristian Salvato | Refin-Mobilvetta        | a 59"    |
| 4    | Andrea Tafi      | Mapei-GB                | a 1'36'' |
| 5    | Marco Serpellini | Brescialat-Oyster       | a 1'53'' |
| 6    | Marco Fincato    | Roslotto-ZG Mobili      | a 1'58'' |
| 7    | Fabio Roscioli   | Asics-CGA               | a 2'12'' |
| 8    | Luca Colombo     | Batik-Del Monte         | a 2'27'' |
| 9    | Gianni Faresin   | Mapei-GB                | a 2'30'' |
| 10   | Davide Casarotto | Scrigno-Gaerne          | a 2'49'' |